# Sophie Moressée-Pichot
Pour les articles homonymes, voir Moressée et Pichot.
Sophie (Michèle) Moressée-Pichot, née le 3 avril 1962 à Sissonne (Aisne), est une escrimeuse française. Son arme de prédilection est l'épée. Pendant de nombreuses années, elle est membre de l'équipe de France de pentathlon moderne.
Après sa carrière sportive, elle rejoint la banque LCL, au service Sponsoring. Elle prend en charge notamment l’organisation événementielle et la présence de la banque sur le Tour de France ainsi que sur les courses cyclistes Paris-Nice, Paris-Roubaix, Critérium du Dauphiné et le Paris-Tours.
Sophie Moressée-Pichot est l'épouse de Jean-Pierre Pichot, président du club de Noyon pentathlon moderne.
En 2007, elle fait partie du jury du 4e Prix Jacques-Goddet–Trophée LCL attribué à Jean-Julien Ezvan pour un article paru dans Le Figaro.
En 2024, elle porte brièvement la flamme olympique dans l'Oise.

## Palmarès

### Jeux olympiques
- Championne olympique à l'épée par équipes en 1996 avec Laura Flessel et Valérie Barlois

### Championnats du monde d'escrime
- 1988 : vice-championne du monde
- 1998 : championne du monde par équipe
- 1992 : vice-championne du monde à titre individuel
- 1991 : Vice-championne du monde par équipe
- 1993 : 3e en individuel
- 1995 : vice-championne du monde par équipe
- 1995 : 3e en individuel
- 1997 : 3e par équipe

### Coupe du monde
- 5 tournois gagnés en Coupe du monde

### Championnats du monde de pentathlon moderne
- 1992 à Budapest,  Hongrie
  -  Médaille d'argent en relais
- 1991 à Sydney,  Australie
  -  Médaille de bronze en équipe
- 1988 à Varsovie,  Pologne
  -  Médaille de bronze en équipe
- 1986 à Montecatini,  Italie
  -  Médaille d'or en équipe
  -  Médaille d'argent en individuel

### Goodwill Games
- Goodwill Games de 1986 à Moscou,  Union soviétique
  -  Médaille d'argent en individuel[3]

## Distinction
- Chevalière de la Légion d'honneur[4]